# Gran Premi del Canadà del 1976
Resultats del Gran Premi del Canadà de Fórmula 1 de la temporada 1976, disputat al circuit urbà de Mosport el 3 d'octubre del 1976.

## Resultats de la cursa
| Pos | No | Pilot              | Equip                  | Voltes | Temps/ Retir.    | Pos. de sort. | Punts |
| --- | -- | ------------------ | ---------------------- | ------ | ---------------- | ------------- | ----- |
| 1   | 11 | James Hunt         | McLaren - Ford         | 80     | 1h 40' 09. 626   | 1             | 9     |
| 2   | 4  | Patrick Depailler  | Tyrrell - Ford         | 80     | + 6.331 s        | 4             | 6     |
| 3   | 5  | Mario Andretti     | Lotus - Ford           | 80     | + 10.366 s       | 5             | 4     |
| 4   | 3  | Jody Scheckter     | Tyrrell - Ford         | 80     | + 19.745 s       | 7             | 3     |
| 5   | 12 | Jochen Mass        | McLaren - Ford         | 80     | + 41.811 s       | 11            | 2     |
| 6   | 2  | Clay Regazzoni     | Ferrari                | 80     | + 46.256 s       | 12            | 1     |
| 7   | 8  | Carlos Pace        | Brabham - Alfa Romeo   | 80     | + 46.472 s       | 10            |       |
| 8   | 1  | Niki Lauda         | Ferrari                | 80     | + 1' 12.957 min. | 6             |       |
| 9   | 10 | Ronnie Peterson    | March - Ford           | 79     | + 1 Volta        | 2             |       |
| 10  | 28 | John Watson        | Penske - Ford          | 79     | + 1 Volta        | 14            |       |
| 11  | 16 | Tom Pryce          | Shadow - Ford          | 79     | + 1 Volta        | 13            |       |
| 12  | 6  | Gunnar Nilsson     | Lotus - Ford           | 79     | + 1 Volta        | 15            |       |
| 13  | 22 | Jacky Ickx         | Ensign - Ford          | 79     | + 1 Volta        | 16            |       |
| 14  | 9  | Vittorio Brambilla | March - Ford           | 79     | + 1 Volta        | 3             |       |
| 15  | 18 | Brett Lunger       | Surtees - Ford         | 78     | + 2 Voltes       | 22            |       |
| 16  | 19 | Alan Jones         | Surtees - Ford         | 78     | + 2 Voltes       | 20            |       |
| 17  | 7  | Larry Perkins      | Brabham - Alfa Romeo   | 78     | + 2 Voltes       | 19            |       |
| 18  | 17 | Jean-Pierre Jarier | Shadow - Ford          | 77     | + 3 Voltes       | 18            |       |
| 19  | 38 | Henri Pescarolo    | Surtees - Ford         | 77     | + 3 Voltes       | 21            |       |
| 20  | 25 | Guy Edwards        | Hesketh - Ford         | 75     | + 5 Voltes       | 24            |       |
| Ret | 26 | Jacques Laffite    | Ligier - Matra         | 43     | Pressió de l'oli | 9             |       |
| Ret | 30 | Emerson Fittipaldi | Fittipaldi - Ford      | 41     | Prob. físics     | 17            |       |
| Ret | 34 | Hans Joachim Stuck | March - Ford           | 36     | Direcció         | 8             |       |
| Ret | 20 | Arturo Merzario    | Wolf - Williams - Ford | 11     | Accident         | 25            |       |
| NVQ | 39 | Otto Stuppacher    | Tyrrell - Ford         |        |                  |               |       |

## Altres
- Pole: James Hunt 1' 12. 389

- Volta ràpida: Patrick Depailler 1' 13. 817 (a la volta 60)